# Český střelecký svaz
Český střelecký svaz, z.s. (zkratka ČSS, anglicky Czech Shooting Federation) je národní organizace založená v roce 1990 sdružující sportovní střelce v České republice. Je jedním z právních nástupců Svazarmu a bývalým akcionářem Sazky, od jejíhož úpadku v roce 2009 je ve finančních problémech.

## Orgány svazu
Nejvyšším orgánem svazu je Sjezd delegátů, který se schází jednou za čtyři roky a jsou na něj nominováni delegáti ze všech krajských sdružení střeleckého svazu. V době mezi sjezdy řídí činnost svazu prezidium spolu s výkonným výborem, statutárním orgánem je prezident svazu, který může být zastupován viceprezidentem. Zároveň svaz zaměstnává sportovního ředitele a jeho asistenta, kteří řídí činnost například Regionálních sportovních středisek mládeže RSCM.

### Seznam prezidentů svazu
- mistr sportu Jaroslav Pekař (1990[4]–2009[5]), poté doživotní čestný prezident[5]
- Ing. Petr Baroch (2009[6]–2017)
- Jiří Streit (2017[7]–2022[8])
- Ivan Hermel (2022[8]–2024)
- Adam Cipro (2024[9]–)

### Seznam viceprezidentů svazu
- Ing. Gustav Taverný (1990[4]–?)
- Ing. Petr Baroch (?–2009)
- Ing. Josef Veverka (2009[5]–?)
- PaedDr. Ivana Ertlová (2013[10]–2021)
- Ivan Hermel (2021[11]–2022)
- Mgr. Pavel Bittner (2022[8]–2023[12])
- pozice neobsazena (2023–2024)
- MUDr. Martin Podhráský (2024[9]–)

### Komise svazu
Střelecký svaz taktéž zřizuje komise – KR (komise rozhodčích), KRŘ (komise pro řízení reprezentace), STK (komise sportovně technická), KBS (komise brokové střelby) a SMK (komise sportovně metodická). Kromě toho jsou vytvořeny dočasné Komise pro přípravu stanov, Komise pro ekonomické záležitosti, Komise pro přípravu webových stránek, Dotační komise, Komise pro média a komunikaci a Komise pro správu majetku.

## Historie

### Založení a fungování v ČSFR (1990–1992)
Český střelecký svaz byl zaregistrován MV ČR dne 10. května 1990 (samotný zakládající sjezd se konal 29. dubna 1990 s přípravami od ledna 1990). O dva týdny později, 26. května 1990, byl v Brně ustanoven federální Československý střelecký svaz, který sdružil Český a Slovenský střelecký svaz a stal se garantem střelecké reprezentace ČSFR.
V roce 1992 se svaz připojil k Směrnici pro kontrolu a postih dopingu ve sportu a zároveň se od začátku roku sekretariát přestěhoval do pražských Holešovic (ulice U Pergamenky). 27. listopadu 1992 došlo k přetvoření Sazky na akciovou společnost a ČSS získal 1,45 % akcií.
V souvislosti s rozpadem České a Slovenské federativní republiky došlo i k rozdělení Československého střeleckého svazu ČSSS, a to na základě rozhodnutí Valné hromady konané dne 29. prosince 1992 v Brně, které se účastnili jak zástupci Českého, tak Slovenského střeleckého svazu. Materiál a jmění sekretariátu ČSSS se rozdělilo podobně jako jmění ostatních státních organizací v poměru 2 : 1, materiál rozdělený mezi reprezentanty připadl tomu střeleckému svazu, jehož barvy reprezentant dále hájil.

### Devadesátá a nultá léta
V roce 1997 se objevily první finanční problémy celého střeleckého sportu, který ovlivnil i právě střelecký svaz. V roce 2001 pak byla ustanovena jednotlivá krajská sdružení ČSS v návaznosti na vytvoření samosprávných krajů.
| rok                   | 1990 | 1991 | 1992 | 1993 | 1994 | 1995  | 1996  | 1997  | 1998  | 1999  | 2000  |
| --------------------- | ---- | ---- | ---- | ---- | ---- | ----- | ----- | ----- | ----- | ----- | ----- |
| počet členů (tis.)    |      | 9    | 12,5 |      |      | 16,3  | 19,4  | 20    | 12,9  | 17,5  | 20    |
| hm. majetek (mil. Kč) |      |      |      |      |      | 300,0 | 320,0 | 320,0 | 320,0 | 320,0 | 350,0 |

### Pád Sazky a finanční problémy svazu (2009–2021)
V roce 2009 se objevily další zásadní finanční problémy střeleckého svazu související s úpadkem společnosti Sazka, kde byl svaz menšinovým akcionářem, ale i přesto byly tyto příjmy pro svaz zásadní. Byla například pozastavena školení rozhodčích. V roce 2009 měl svaz hmotný majetek ve výši 111,2 milionů korun a celkem 18 900 registrovaných členů.
Ve stejném roce se stal prezidentem Petr Baroch, dosavadní prezident Jaroslav Pekař byl sjezdem jmenován doživotním čestným prezidentem. Další změna na této pozici se stala v roce 2017, kdy se prezidentem stal Jiří Streit.
V roce 2010 přišel střelecký svaz o svou největší střelnici v Brně-Kývalce, což znamenalo přesunutí všech velkých soutěží na střelnici v Plzni-Lobzích, která je však v majetku armády.
V roce 2014 začalo být upozorňováno na nedostatek rozhodčích; problém je například v nízkém finančním ohodnocení jejich práce. Objevily se dokonce i návrhy, že by měla být obsazena jen funkce hlavního rozhodčího a ostatní funkce by měly být obsazeny samotnými střelci. Zároveň není ze strany rozhodčích zájem o zvyšování kvalifikace (v roce 2015 nepřišla ani jedna žádost o zvýšení kvalifikace na I. třídu).

### Současnost (2022 -)
V první polovině roku 2022 se začaly výrazně prohlubovat finanční problémy svazu, a to z důvodu státního rozpočtového provizoria. Dokonce jednotlivé RSCM musely dotovat přípravu mládeže z vlastních zdrojů.
11. října 2022 odstoupil s účinností od 11. prosince 2022 dosavadní prezident Jiří Streit, a to v souvislosti s nejasnostmi ohledně financování svazu (především stavba střelnice Soběšice), přičemž byl následně svolán mimořádný sjezd svazu za účelem zvolení nového prezidenta; při přípravě bylo však zjištěno, že stanovy spolku nepamatují na možnost odstoupení prezidenta v průběhu jeho funkčního období. Novým prezidentem se stal Ivan Hermel, viceprezidentem Pavel Bittner; v průběhu roku 2023 však oba přemýšlejí o rezignaci na své pozice; stejně tak dochází k výměnám na většině pozic v managmentu svazu. Viceprezident složil svou funkci 19. září 2023.

## Kontroverze

### Mistrovství Evropy ve vzduchových zbraních 2009
Mistrovství Evropy ve vzduchových zbraních 2009 se konalo v prostorách pražské malé O2 areny, která však v době konání nebyla zcela dokončena a zkolaudována. To mělo mj. za důsledek omezení možnosti přístupu diváků na jednotlivé soutěže a nutnost pouze dvoudenního programu. Také nebylo zcela vhodně voleno osvětlení jednotlivých střeleckých stanovišť. Akce, která byla nedostatečně propagována směrem k veřejnosti, tak skončila ekonomicky ve ztrátě.

### Prodej střelnice Kývalka
Střelnice Brno-Kývalka, která se nacházela uvnitř brněnského autodromu, byla v majetku střeleckého svazu, avšak vlastníkem přístupových cest a okolních pozemků byl jiný vlastník. Dlouhodobé spory vygradovaly v letech 2009 a 2010, a to spolu s finančními problémy střeleckého svazu, který již neměl dostatek financí na provoz a údržbu (byla vyžadována spoluúčast na stavbě rekonstrukce vodovodu a trafostanice). Za účelem zachování střelnice vzniklo i občanské sdružení Za záchranu střelnice Kývalka. V diskuzích o zachování střelnice bylo poukazováno na nerovnoměrné rozmístění kanceláří ČSS (Plzeň, Praha, České Budějovice) a jejich možnou centralizaci právě na Kývalku, čímž by se ušetřily potřebné finanční prostředky k dalšímu provozu střelnice.
9. sjezd delegátů ČSS dne 28. března 2010 přijal (pro 68, proti 38) rozhodnutí o realizaci prodeje střelnice společnosti A.B.R. INVEST a.s., přičemž samotný prodej se uskutečnil 27. října 2010 (prostory přestaly být využívány v červnu 2010). Peníze získané prodejem (cca 20 milionů Kč; znalecký odhad hodnoty budovy byl cca třikrát vyšší, 56 milionů Kč) byly využity ke konsolidaci ztrátového rozpočtu svazu.
Proti prodeji se ostře postavilo Zlínské krajské sdružení, naopak KS Kraje Vysočina, Ústeckého, Plzeňského kraje i Prahy podporovalo co nejrychlejší prodej, stejně jako Karlovarské KS. Mnohými členy střeleckého svazu byl prodej kritizován jako nevýhodný, a to i s několikaletým odstupem.
Střelecký svaz se poté snažil zahájit jednání o možnosti dalšího provozu střelnice formou pronájmu, k čemuž však nedošlo a svaz se zavázal nalézt jiné vhodné prostory pro střelbu. V návaznosti na tuto skutečnost začala být připravována stavba kulové střelnice v Soběšicích, na jíž byly určeny peníze z prodeje střelnice, které zbyly po uhrazení závazků svazu. Byla také ve hře lokalita Troubsko, která však nakonec nebyla realizována.

### Výstavba střelnice Soběšice
Po prodeji střelnice Brno-Kývalka v roce 2010 bylo rozhodnuto, že zhruba polovina peněz získaných prodejem (cca 9 mil. Kč) bude určena ke stavbě nové střelnice (po diskusi byla vybrána lokalita Soběšice). Některé objekty v areálu jsou však v majetku soukromých osob, zároveň jsou pozemky v pronájmu od Mendelovy univerzity, a to pouze do roku 2030 bez záruky prodloužení.
V roce 2022 bylo zjištěno, že stavba kulové střelnice ještě nezapočala a peníze byly z 85 % pouze investovány do údržby stávající brokové střelnice (mezi lety 2016 a 2022; například úprava příjezdové cesty, oprava žaluzií na stávajících budovách, či rekonstrukce ubytovny pro sportovce kolaudované jako kabiny apod.), což bylo shledáno jako porušení usnesení Sjezdu delegátů z roku 2010. Paradoxem je, že na zasedáních výkonného výboru se vždy informovalo o kladném postupu výstavby kulové střelnice (například v roce 2015 byl VV informován, že bylo na stavbu kulové střelnice vydáno územní rozhodnutí, které však v roce 2023 stále nebylo k dispozici).
Byly zahájeny opětovné nové přípravy na stavbu této kulové střelnice, avšak problémem bude financování, neboť odhady hovoří o rozpočtu přes 120 mil. Kč. Zároveň je diskutována možnost vrácení neoprávněně investovaných peněz. Nejasnosti ohledně tohoto financování stavby střelnice byly jedním z důvodů rezignace prezidenta Jiřího Streita a svolání mimořádného sjezdu svazu.[zdroj?]

### Podezření na neoprávněné čerpání dotace na soustředění
V roce 2022 bylo zjištěno, že existuje podezření, že Jihomoravské krajské sdružení neoprávněně čerpalo dotace na mládežnická soustředění v letech 2020 a 2021, přičemž tato soustředění dle dostupných informací neproběhla (důvodem prý byla epidemiologická situace). To vyústilo v nutnost vrácení dotace MŠMT ve výši 1,7 milionu korun.

### Podpora neolympijských disciplín
V roce 2022 se opět objevily obavy o financování hendikepovaných sportovců ze strany střeleckého svazu; v roce 2023 pak byly zamítnuty příděly střeliva těmto sportovcům z důvodu špatné ekonomické situace svazu.